# Roze bergvink
De roze bergvink (Leucosticte arctoa) is een zangvogel uit de familie Fringillidae (vinkachtigen).

## Verspreiding en leefgebied
Deze soort telt 5 ondersoorten:
- L. a. arctoa: het zuidelijke deel van Centraal-Siberië, noordoostelijk Kazachstan en noordwestelijk Mongolië.
- L. a. cognata: het zuidelijke deel van Centraal-Siberië en noordelijk Mongolië.
- L. a. sushkini: het westelijke deel van Centraal-Mongolië.
- L. a. gigliolii: zuidoostelijk Siberië.
- L. a. brunneonucha: oostelijk Siberië en noordoostelijk China.